# Polygrammodes harlequinalis
Polygrammodes harlequinalis là một loài bướm đêm trong họ Crambidae.